# Idolomorpha sagitta
Idolomorpha sagitta es una especie de mantis de la familia Empusidae.

## Distribución geográfica
Se encuentra en la República Democrática del Congo.